# Philipp Jelinek

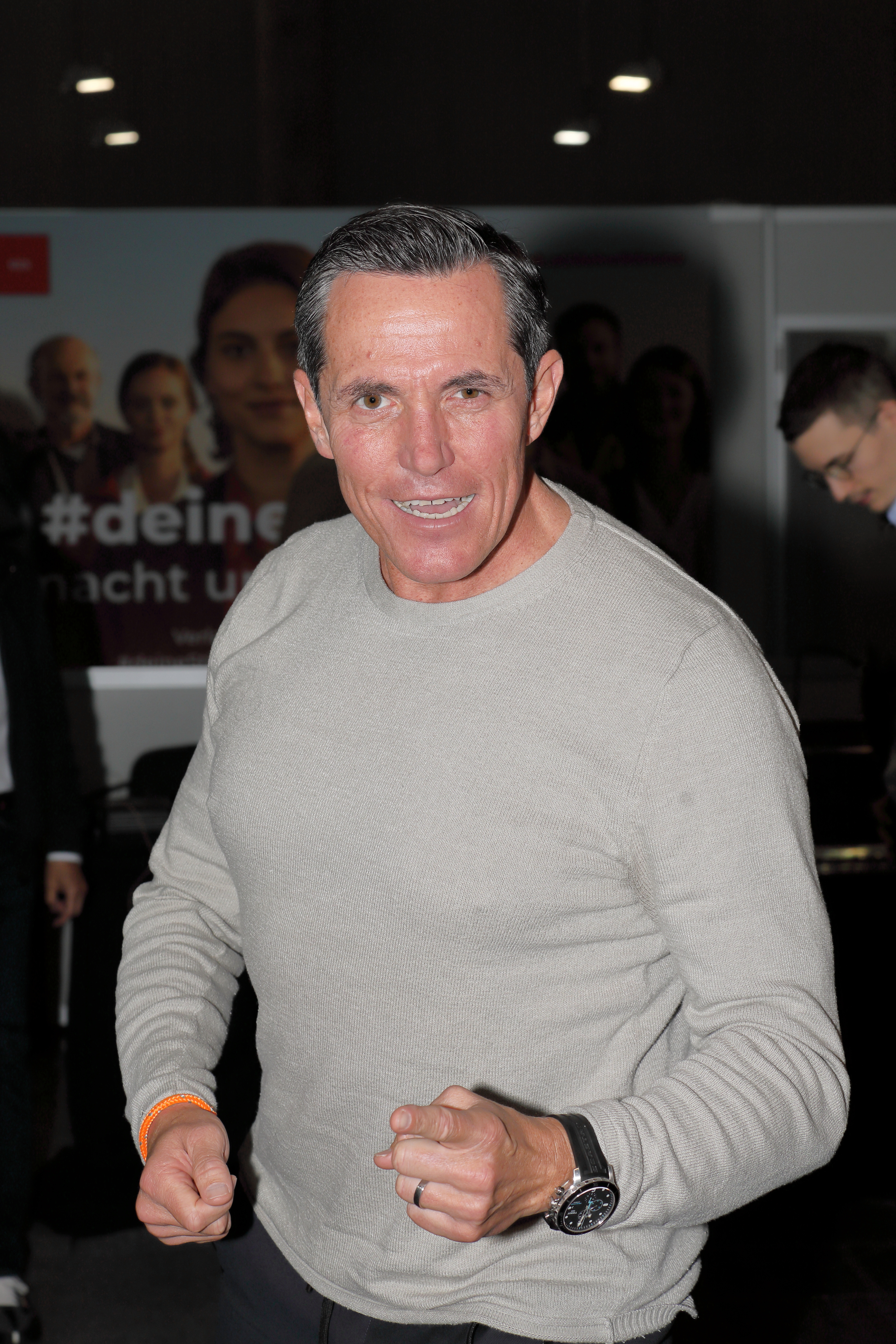
Philipp Jelinek, 2023

Philipp Jelinek (* 1968 in Wien) ist ein österreichischer Triathlet und Moderator.

## Werdegang
Philipp Jelinek stammt aus Wien-Floridsdorf. Nach seiner Sprecherausbildung arbeitete er ab 1998 bei verschiedenen Privat-Radio- und TV-Stationen. Er ist Triathlet, mehrfacher Ironman-Finisher und qualifizierte sich 2015 für einen Startplatz beim Ironman Hawaii.
In der Zeit vor seiner medialen Bekanntheit im Österreichischen Rundfunk produzierte Jelinek unter anderem Babybadewannen und arbeitete in einer Bar.
Von 2018 bis 2024 präsentierte Jelinek beim Österreichischen Rundfunk im Tagesprogramm Fit mit Philipp – zuerst als Rubrik, später als eigenständige Sendung. Ab dem Frühjahr 2019 führte er weiterhin für das ORF-Vorabend-Magazin Studio 2 auch Straßenumfragen zu unterhaltsam-humoristischen Themen durch.

## Fit mit Philipp
Ab März 2018 moderierte Jelinek in der Frühstücksfernsehen-Sendung Guten Morgen Österreich auf ORF 2 eine wöchentliche Rubrik „Fit mit Philipp“, in der er vornehmlich sportliche Eigengewichtübungen zum Mitmachen vorgestellt hat. Während des ersten COVID-19-Lockdowns wurde „Fit mit Philipp“ am 30. März 2020 auf eine tägliche Sendefrequenz umgestellt. Daraus entwickelte sich zum 11. Jänner 2021 eine eigenständige Sendung gleichen Namens. Im Mai 2021 erhielt Jelinek einen Romy-Publikumspreis für das beliebteste Lockdown-Format.
Die Sendung „Fit mit Philipp“ wurde von Montag bis Freitag auf ORF 2 ausgestrahlt und dauerte knapp 20 Minuten. 2023 hatte sie im Schnitt 138.000 Zuseher und erreichte damit einen durchschnittlichen Marktanteil von 32 Prozent.
Aufgrund einer Kontroverse um Verbindungen Jelineks zum damaligen FPÖ-Vizekanzler Heinz-Christian Strache wurde „Fit mit Philipp“  am 15. April 2024 von „Fit mit den Stars“ abgelöst, und der ORF beendete die Zusammenarbeit mit Jelinek. Die darauffolgenden Verhandlungen Jelineks in bezug auf eine zuvor medial kolportierte eigene Sendung bei ServusTV wurden abgebrochen, wie der Salzburger Privatsender am 27. April 2024 bekannt gab. Eine Begründung für den Abbruch der Verhandlungen wollte man nicht abgeben.
Auf krone.tv präsentiert er seit dem 13. Mai 2024 die Sendung Philipp bewegt.

## Kontroverse um Verbindung zu Heinz-Christian Strache
Im März 2024 wurden Chats bekannt, in denen Jelinek zwischen 2018 und 2019 versucht hatte, beim damaligen FPÖ-Vizekanzler Heinz-Christian Strache Einfluss auf seine Stellung im ORF zu nehmen. Jelinek wollte in der Sendung Guten Morgen Österreich nicht nur Fit mit Philipp als Fitness-Rubrik präsentieren, sondern auch als Moderator der Sendung tätig sein. „Lieber Heinz, der Kuchen wird jetzt verteilt (…) wir müssen dringend die Weichen für mich stellen“, so Jelinek. Im Gegenzug bot er Strache an, ihn über ORF-Interna zu informieren. „Lieber Heinz (…) es tut sich einiges im Haus (…) wo ich denke, das solltest du wissen.“ Strache schrieb Jelinek im Februar 2018: „Du wirst bald moderieren, wie ich höre. Gut so :-)“. Ende Mai 2018 schrieb Strache in einem Chatverteiler von Führungskräften und ORF-Mandataren: „Philipp Jelinek soll Guten Morgen Österreich moderieren!!!! Bitte das mit GD  (Generaldirektor des ORF; Anm.) und VP (ÖVP, Anm) sicherstellen! Lg Hc“. Jelinek erhielt zuerst eine Festanstellung beim ORF und später mit Fit mit Philipp eine eigene Sendung.

## Privates
Philipp Jelinek ist seit Mai 2023 verheiratet und lebt in Klosterneuburg.

## Auszeichnungen
- 2021: Romy in der Kategorie Lockdown-Format/Umsetzung für „Fit mit Philipp“[4]
- 2022: Sportler des Jahres – Sportler mit Herz[10]

## Publikationen
- Fit mit Philipp. Einfache Übungen, die dein Wohlbefinden verbessern. Mit Karikaturen von Luigi, Autobiografie und Übungsbeispielen, edition a, Wien 2022, ISBN 978-3-99001-616-9.
- Mental fit mit Philipp: Dein Powerbuch für herausfordernde Zeiten. edition a, Wien 2022, ISBN 978-3-99001-685-5.[9]